# Arbër Abilaliaj
Arbër Abilaliaj (født 6. juni 1986 i Vlorë, Albanien) er en albansk fodboldspiller, som spiller for Flamurtari Vlorë.

## Klubkarriere
Abilaliaj startede sin senior karriere i den lokale klub, Flamurtari Vlorë. Han spillede et år som senior i klubben, inden han skiftede væk fra klubben. Abilaliaj har spillet i flere klubber.
Efter 9 år, den 26. august 2013, skiftede Abilaliaj tilbage til sin barndomsklub, Flamurtari Vlorë. Han fik sin "debut" for klubben dem den 6. november i en 2-0 sejr over FK Gramshi i cuppen. I sin ligadebut for dem, fire dage senere, scorede han sejrsmålet til 4-3 imod KS Lushnja i 91' minut.

## Landshold
I EM Kvalifikationskampene i 2008 var Abilaliaj en del af Albaniens landshold. Han fik dog ikke debut for landsholdet.